# Darkdevil
Darkdevil (Reilly Tyne) es un superhéroe que aparece en los cómics estadounidenses publicados por Marvel Comics. Creado por Tom DeFalco y Pat Olliffe, el personaje apareció por primera vez en Spider-Girl #2 (noviembre de 1998).Darkdevil aparece principalmente en el futuro del Universo Marvel de Marvel Comics 2.

## Historial de publicaciones
Darkkdevil debutó en Spider-Girl #2 (noviembre de 1998), del escritor Tom DeFalco y el artista Pat Olliffe. Apareció en la serie Darkdevil de 2000, su primera serie de cómics en solitario. Apareció en la serie Last Hero Standing del 2005.

## Biografía ficticia
Reilly Tyne es hijo de Ben Reilly (clon de Spider-Man) y Elizabeth Tyne.Antes de llegar a la adolescencia, sus poderes heredados comenzaron a manifestarse, pero trajeron consigo degeneración clonal. Kaine, el primer clon degenerado de Peter Parker, lo encontró y lo colocó dentro de un tanque de regeneración para ralentizar el proceso. Los esfuerzos de Kaine tenían dos objetivos: resucitar a Daredevil, que había muerto previamente salvando a Kaine, y curar a Tyne. Kaine convocó al demonio Zarathos, el cual intentó poseer a Tyne, pero fue salvado por el alma de Daredevil, quien expulsó a Zarathos, aunque tanto el alma de Daredevil como una parte del demonio permanecieron dentro de Tyne, y éste quedó con una apariencia demoníaca y ciertas habilidades demoníacas. A través de la meditación y la concentración, Tyne finalmente aprendió a proyectar una apariencia humana, pero ahora parecía tener veintitantos años, casi el doble de su edad real. Siguiendo los dos caminos de Daredevil, estudió derecho y se convirtió en abogado, mientras adoptaba un disfraz parecido al de Daredevil y usaba sus habilidades demoníacas para luchar contra el crimen como Darkdevil. Aparentemente tiene acceso al menos a algunos de los recuerdos de Daredevil, ya que conoce la identidad secreta de Spider-Man.
Darkdevil ha luchado junto a Spider-Girl varias veces, así como con el semirretirado Spider-Man. Ni Spider-Man ni Spider-Girl son conscientes de su relación genética con ellos, pero Darkdevil ha insinuado que debe su existencia a los originales Daredevil, Spider-Man y Kaine.Mary Jane notó a Reilly en la fiesta de bodas de Normie Osborn y Brenda Drago e intentó señalarle a su esposo el niño que se parecía a él. Peter Parker menciona sin idea que Reilly se parece a Tobey Maguire,un astuto guiño de los escritores al hecho de que Maguire interpretó a Spider-Man en cuatro películas.
Cuando Doc Magus, Hechicero Supremo (sucesor de Doctor Strange), profundizó en la mente de Darkdevil, descubrió que tenía tres habitantes: el propio Reilly cuando era un joven adolescente, Daredevil y Zarathos en la forma de Ghost Rider.
Recientemente él se le ha visto trabajando junto a Kaine, llegando incluso a referirse al hombre como tío Kaine, confirmando así que es plenamente consciente de su relación con Kaine, Spider-Girl y su padre Peter Parker. Durante una debacle de clones que resultó en que hubiera dos May Parker (uno de ellos un híbrido simbionte), Darkdevil ayuda a Spider-Girl en su intento de rescate solo para ser confrontada por la Reina Duende y el clon Spider-Girl.Darkdevil también estuvo presente con Nuevos Guerreros y Sueño Americano luchando contra Silvio Barraca/Silverback.
Después del evento Spider-Verse, Darkdevil fue visto más tarde con los Nuevos Guerreros (y el Tío Ben/Spider-Man de Tierra-3145) ayudando a Spider-Girl (ahora conocida como Spider-Woman) a detener a Hope Pym/Reina Roja y Entralla. liberando la mente controlada A-Next. Durante la batalla, los poderes de Entralla fueron ineficaces contra Darkdevil, debido a sus propios poderes demoníacos, y Mayday Parker/Spider-Woman es consciente de sus relaciones familiares con Reilly Tyne/Darkdevil, ya que se refería a él como "primo" .

## Poderes y habilidades
Darkdevil posee atributos sobrehumanos, como fuerza sobrehumana, velocidad y agilidad. El tiene la capacidad de convocar construcciones sólidas en llamas. Su factor de curación regenerativo le permite curarse rápidamente. Darkdevil tiene una habilidad similar al "sentido arácnido" de Spider-Man que le permite detectar un peligro inmediato para sí mismo. Posee el poder de escalar paredes. También puede teletransportarse.

## Recepción

### Respuesta crítica
Darby Hart de Screen Rant incluyó a Darkdevil en su lista de las "9 mejores variantes de Daredevil de Marvel Comics".